# Geregistreerde werkloosheid
Geregistreerde werkloosheid is een benaming uit de economie. Er worden mensen mee aangeduid die werkloos zijn of werk hebben van minder dan 12 uur per week, en staan ingeschreven bij het UWV. De kerncijfers voor geregistreerde werkloosheid verschijnen maandelijks en zijn berekend door het CBS. 
Naast geregistreerde werkloosheid bestaat er ook onzichtbare werkloosheid. Dan betreft het mensen die wel graag willen werken, maar niet staan ingeschreven.